# Scotophilus tandrefana
Scotophilus tandrefana Goodman & al., 2005 è un pipistrello della famiglia dei Vespertilionidi endemico del Madagascar.

## Descrizione

### Dimensioni
Pipistrello di piccole dimensioni, con la lunghezza totale di 111 mm, la lunghezza dell'avambraccio tra 44 e 47 mm, la lunghezza della coda tra 43 e 46 mm, la lunghezza del piede tra 7 e 7,5 mm, la lunghezza delle orecchie di 13 mm e un peso fino a 14,2 g.

### Aspetto
La pelliccia è lunga e soffice. Le parti dorsali sono marroni scure, mentre le parti ventrali sono marroni. Il muso è corto e tozzo, le narici sono leggermente allungate e a forma di mezzaluna, con l'apertura laterale e in avanti. Il labbro superiore è cosparso in maniera regolare di piccoli peli. Le orecchie sono corte e nerastre. Il trago è lungo, inclinato in avanti, con la punta arrotondata e con un complesso peduncolo. Le membrane alari sono nero-brunastre scure. La coda è lunga ed inclusa completamente nell'ampio uropatagio.

## Biologia

### Alimentazione
Si nutre di insetti.

## Distribuzione e habitat
Questa specie è conosciuta soltanto in due località del Madagascar, presso la Riserva naturale integrale Tsingy di Bemaraha nella parte occidentale e a Sarodrano a sud. Un terzo individuo fotografato presso la foresta di Kirindy, ad ovest dell'isola, potrebbe essere il terzo esemplare conosciuto.
Vive probabilmente nelle foreste secche decidue in presenza di attività umana.

## Conservazione
La IUCN Red List, considerato che questa specie è conosciuta soltanto da due individui catturati fino al 2003 e non ci sono informazioni circa lo stato della popolazione e le eventuali minacce, classifica S.tandrefana come specie con dati insufficienti (DD).